# Paraupenthes
Paraupenthes is een geslacht van kevers uit de familie  
kniptorren (Elateridae).
Het geslacht is voor het eerst wetenschappelijk beschreven in 1971 door Ôhira.

## Soorten
Het geslacht omvat de volgende soort:
- Paraupenthes subinconditus (Van Zwaluwenburg, 1957)